# Márcia Gomes

Gato Félix

Marleide Gomes, mais conhecida por seu nome artístico Márcia Gomes (São Caetano do Sul, 24 de abril de 1947 – São Paulo, 12 de dezembro de 2024), foi uma atriz e dubladora brasileira, conhecida como a voz oficial do Gato Félix, a quem dublou na maioria das animações do personagem. Dentre seus principais trabalhos de vulto, constam "Os Cavaleiros do Zodíaco", "Changeman", "Pica-Pau" e "Sailor Moon", bem como a diversos outros personagens que marcaram a infância de gerações nas décadas de 1980 e 1990. Depois do sucesso como dubladora, acompanhado pelo reconhecimento do público e de seus pares, Márcia Gomes se tornou diretora de dublagem no ano de 1990, cargo que exerceu até o fim da vida. Antes de enveredar pela dublagem, contudo, Márcia trabalhou como atriz de radionovelas.

## Biografia
Marleide Gomes era natural do município paulista de São Caetano do Sul. Marleide faleceu aos 77 anos de idade em dezembro de 2024 na cidade de São Paulo. A atriz e dubladora morreu em decorrência de um quadro infeccioso generalizado. Ela estava internada há alguns dias, tratando de uma hérnia que ocasionou obstrução intestinal. 

## Lista de trabalhos
- Lady Vaidosa em Deu a Louca na Branca de Neve
- Sonny Leon MacNeal (Léo) em The Puzzle Place
- Luna / Lua em Sailor Moon R, Sailor Moon S, Sailor Moon Super S e Sailor Moon Stars
- Annie Potts (Janine Melnitz) - Os Caça Fantasmas e Os Caça Fantasmas 2
- Terry em Caverna do Dragão no episódio O Sonho.
- Janine Melnitz em Caça Fantasmas (Desenho)
- Cátia Johnson (Cherie Johnson) -Punky - A Levada da Breca (primeira voz)
- Cátia Johnson (Cherie Johnson) em Punky
- Titi em As Novas Aventuras da Turma da Mônica
- Jeremias em Turma da Mônica
- Togemon em Digimon Frontier
- Elsie em Em Busca do Vale Encantado V: A Ilha Misteriosa
- Mãe do Nobita e Shizuka em Doraemon
- Amado e Sonho em Ursinhos Carinhosos (primeira voz)
- Alvin em Os Chipmunks (primeira voz)
- Wilma Flintstone em Os Flintstones (segunda voz)
- Pedrita Flintstone em Os Flintstones (terceira voz)
- Betty Rubble em Os Flintstones em Yabba Dabba Doo
- Sra. Urso em Rupert
- Sumire em Comando Estelar Flashman
- Violet em Pokémon (segunda voz)
- Sayaka Nagisa / Change Phoenix em Esquadrão Relâmpago Changeman
- Doutora Potter em Sharivan
- Madobargo em Jiban
- Madame O em Os 6 Biônicos
- Emmy Lou em Kissyfur
- Didi em Os Anjinhos (primeira voz)
- Eiri / Éris em Os Cavaleiros do Zodíaco - Saint Seiya: O Santo Guerreiro (primeira voz) e Os Cavaleiros do Zodíaco - Os Guerreiros do Armageddon (primeira e segunda voz)
- Tae Sekihara, Okon (primeira voz) e Mãe do Shougo Amakusa em Samurai X
- Andy Panda e Lasquita em Pica-Pau
- Gato Félix em Gato Félix (dublagem original da série clássica)
- Penny em Inspetor Bugiganga (primeira voz)
- María Olivares (Helena Rojo) em A Vingança
- Juca em Luluzinha e Seus Pequenos Amigos versão VHS
- Goku em Dragon Ball - A Lenda de Shenlong (primeira voz) e Dragon Ball - A Bela Adormecida no Castelo Mal Assombrado (primeira voz)
- Arnold Jackson (voz mais recente) em Diff'rent Strokes